# Mimosthenias simulans
Mimosthenias simulans là một loài bọ cánh cứng trong họ Cerambycidae. Nó được miêu tả lần đầu bởi Stephan von Breuning vào năm 1938.